# Leucauge volupis
Leucauge volupis är en spindelart som först beskrevs av Eugen von Keyserling 1893.  Leucauge volupis ingår i släktet Leucauge och familjen käkspindlar. Inga underarter finns listade i Catalogue of Life.